# Activisme de sofà

El botó m'agrada que s'utilitza a Facebook, una eina popular de slacktivista

L’activisme de sofà, conegut com a slacktivisme en anglès (mot compost per slacker (gandul) i activism (activisme)), és la pràctica de donar suport a una causa política o social a través de les xarxes socials que es caracteritza per un baix nivell d'esforç o compromís per part de l'individu. [1] Accions com ara agradar, compartir o piular sobre una problemàtica a les xarxes socials per mostrar solidaritat, en són alguns exemples.
A diferencia del terme ciberactivisme, aquest terme sol tenir una connotació pejorativa ja que la pràctica d'aquestes accions no estan acompanyades de cap acció tradiccional d'activisme que impliquen un risc més alt i són més eficaces.

Aquest tipus d'activisme genera un gran debat sobre la seva efectivitat i la seva contribució real a les causes que pretén defensar.
Els crítics en contra l'activisme de sofà argumenten la seva ineficàcia davant de causes generals. Suggereixen que és una mostra de suport de baix risc, és superficial i ineficaç. Que per a molts serveix com a substitut de les accions tradicionals de l'activisme en lloc de complementar-les i, per tant, és considerada una pràctica contraproduent.
Però a mesura que augmenta l'acció col·lectiva a través de les xarxes socials els defensors l'slacktivisme han assenyalat que aquest mitjà pot contribuir a visibilitzar causes menys conegudes o marginals.

## Crítica contra l'activisme de sofà
Diversos crítics qüestionen el valor i l’eficàcia de l’activisme de sofà, ja que aquest es basa en la hipòtesi que tots els problemes es poden resoldre mitjançant l’ús de les xarxes socials. Tot i que aquesta estratègia pot ser efectiva per abordar problemes locals i concrets, molts argumenten que resulta insuficient i ineficaç per afrontar qüestions de dimensió global, que requereixen accions més coordinades i profundes. Un article de NPR del 2009 escrit per Morozov plantejava la qüestió de si "els guanys en publicitat obtinguts a través d'aquesta major dependència dels nous mitjans valen les pèrdues organitzatives que probablement patiran les entitats activistes tradicionals, ja que la gent comuna podria començar a allunyar-se de formes convencionals (i provades) d'activisme."
La crítica a l'activisme de sofa sovint es basa en la idea que les activitats a internet són ineficaces i/o que impedeixen o redueixen la participació política en la vida real. Tanmateix, com que molts estudis sobre el slacktivism es limiten a casos o campanyes específiques, resulta difícil determinar un percentatge exacte d'accions d'aquest tipus que assoleixin els objectius plantejats. A més, molts d'aquests estudis se centren en contextos democràtics, en els quals actes com donar suport públicament amb un "m'agrada", confirmar assistència a un esdeveniment o adoptar un avatar o un eslògan com a imatge de perfil no comporten un risc, a diferència de països autoritaris o repressius que es poden constituir com actes de desafiament o revelió.
Micah White ha argumentat que, tot i que l'activisme de sofà és habitualment la via més senzilla de participació en moviments i canvis socials, la implicació en aquest activisme es dilueix a mesura que la gent s'adona que la seva participació no genera pràcticament cap efecte. Aquest fenomen porta les persones a perdre l'esperança en totes les formes d'activisme.
Malcolm Gladwell, en el seu article publicat a The New Yorker l'octubre de 2010, va criticar severament aquells qui equiparen les "revolucions" a les xarxes socials amb l'activisme real que desafia l'status quo ante. Gladwell va argumentar que les campanyes actuals a les xarxes socials no es poden comparar amb l'activisme que es duu a terme sobre el terreny, utilitzant com a exemple les manifestacions de Greensboro del 1960 per il·lustrar què significa un activisme real i d'alt risc.
Un estudi realitzat l'any 2011 sobre estudiants universitaris va trobar només una petita correlació positiva entre aquells que participen en activitats polítiques a Facebook i aquells que ho fan fora d'aquest entorn. A més, es va observar que els qui hi participaven es limitaven a publicar comentaris i altres formes de participació política de baixa intensitat, fet que reforça el model teòric de l'activisme de sofà.
El setmanari polític i cultural britànic, New Statesman, ha analitzat els resultats de deu peticions més compartides i totes elles les ha classificat com a infructuoses.
Brian Dunning, en el seu podcast de 2014 titulat Slacktivism: Raising Awareness, sosté que les activitats a internet associades a l'activisme de sofa són, en el millor dels casos, una pèrdua de temps, i, en el pitjor, mecanismes per "robar milions de dòlars a activistes de sofà, persuadits per donar diners a causes que els fan creure útils." Afirma que la majoria de campanyes de slacktivisme es basen en informació errònia, ciència de baixa qualitat i, sovint, són enganys.
Brian Dunning utilitza la campanya Kony 2012 com a exemple de com l'activisme de sofà es pot emprar per explotar altres persones. La pel·lícula demanava als espectadors que enviessin diners als creadors del documental en lloc de destinar-los a les forces de seguretat aricanes. Quatre mesos després de l'estrena del film, Invisible Children, l'organització benèfica que va produri-lo, va declarar uns ingressos bruts de 31,9 milions de dòlars. Aquests diners, al final, no es van utilitzar per detindre al General Kony, sinó per produir un altre documeltal sobre l'objectiu de capturar-lo. Dunning arriba a afirmar que crear consciència sobre Kony ni tan sols va ser útil, ja que les forces de seguretat feia anys que el perseguien.
Dunning afirma que, avui dia , l'activisme de sofà és, en general, més inofensiu. Com exemple, cita la plataforma Change.org, que acull centenar de milers de peticions. Una persona que signa una d'aquestes peticions en línia pot sentir-se satisfeta amb ella mateixa, però aquestes peticions, en la majoria de casos, no són vinculants ni generen canvis significatius. Dunning suggereix que, abans de fer una donació o fins i tot de donar suport a una causa amb un "m’agrada", cal investigar a fons la qüestió i l’organització implicada per assegurar-se que no s'hi atribueixen errors, exageracions o afirmacions incorrectes.
La sèrie fotografica d'anuncis titulada Liking Isn't Helping és un exemple d'una campanya contra l'activisme de sofà,  ideada per l'agència internacional de publicitat Publicis Singapore per a l'organització humanitària Crisis Relief Singapore (CRS). Presenta fotografies de persones en situacions crítiques, envoltades de nombroses persones fent l'emoticona del polze amunt, acompanyades del text Liking isn't helping. Tot i que la campanya mancava de components crítics necessaris per generar èxit, va aconseguir que els espectadors es detinguessin a reflexionar sobre els seus hàbits d'activisme i es qüestionessin l'impacte real de l'activisme de sofà.

## Defensa del slacktivisme
En resposta a la crítica de Gladwell sobre el slacktivism publicada a The New Yorker (vegeu més amunt), el periodista Leo Mirani argumenta que podria tenir raó si es defineix l'activisme únicament com a protestes físiques, accions directes i confrontacions al carrer. No obstant això, si l'activisme consisteix en despertar consciència entre les persones, canviar mentalitats i influir en opinions arreu del món, llavors la revolució, efectivament, serà piulada etiquetada i publicada a Youtube. En un article del Financial Times de març de 2012, referint-se als esforços per abordar la violència en curs relacionada amb l'Exèrcit de Resistència del Lord, Matthew Green va escriure que els activistes darrere del vídeo de  Kony 2012 havien "aconseguit més amb el seu vídeo de 30 minuts que els batallons de diplomàtics, treballadors d'ONG i periodistes des que va començar el conflicte fa 26 anys".
Tot i que el terme slacktivism sovint s'ha utilitzat amb connotacions pejoratives, alguns acadèmics assenyalen que l'activisme en l'espai digital és una realitat Aquests estudiosos suggereixen que, si bé l'activisme de sofà pot tenir les seves deficiències, també pot contribuir positivament a l'activisme i resulta ineludible en l'actual context digital. Un estudi correlacional realitzat el 2011 per la Universitat de Georgetown, titulat The Dynamics of Cause Engagement, va determinar que els anomenats slacktivists són, de fet, "més propensos a dur a terme accions significatives". En particular, els activistes de sofà participen en més del doble d'activitats que les persones que no practiquen el l'activisme de sofà, i les seves accions "tenen un major potencial d'influència sobre els altres". Entre els beneficis citats del activisme de sofà per assolir objectius concrets s'inclouen la creació d’un mitjà segur, econòmic i eficaç per organitzar-se, que a més és respectuós amb el medi ambient. Aquests "campions socials" tenen la capacitat d’enllaçar directament el compromís a les xarxes socials amb la capacitat de resposta, transformant el seu diàleg transparent en accions econòmiques, socials o polítiques.  Seguint aquesta línia de pensament, Andrew Leonard, redactor de Salon, va publicar un article sobre l’ètica dels telèfons intel·ligents i el seu ús. Tot i que els processos de producció d’aquests dispositius contravenen els estàndards ètics de drets humans, Leonard en defensa l’ús basant-se en el fet que la tecnologia que proporcionen pot servir com a mitjà per canviar la situació problemàtica de la seva fabricació. La capacitat de comunicar-se de manera ràpida i a escala global permet la difusió de coneixement, com ara les condicions laborals que les corporacions imposen als seus treballadors i les conseqüències de la seva producció massiva en la globalització. Leonard sosté que els telèfons i les tauletes poden ser eines efectives per fomentar el canvi mitjançant el slacktivism, ja que permeten difondre informació, fer donacions i expressar opinions de manera més eficient sobre qüestions rellevants.
Altres mantenen una perspectiva lleugerament optimista sobre les possibilitats de l'activisme de sofà, tot reconeixent les limitacions associades a aquesta forma digital de protesta. Zeynep Tufekci, professora associada a la Universitat de Carolina del Nord i membre associada del Berkman Center for Internet & Society, va analitzar la capacitat de l'activisme de sofà  d'influir en l'acció col·lectiva de diversos moviments socials durant una sessió de la sèrie Berkman Luncheon Series. Tufekci reconeix que l'activisme digital és un gran facilitador per a l'auge dels moviments socials i polítics, així com un mitjà eficaç per construir capacitats diferencials per a la protesta. Un estudi de 2015 descriu com el slacktivism pot contribuir a un creixement més ràpid de les protestes socials, gràcies a la propagació d'informació a través de nodes perifèrics a les xarxes socials. Els autors assenyalen que, tot i que els activistes de sofà són menys actius que les minories compromeses, el seu poder rau en el seu nombre: "la seva contribució agregada a la difusió de missatges de protesta és comparable en magnitud a la dels participants principals." No obstant això, Tufekci argumenta que aquesta capacitat millorada per mobilitzar protestes ve acompanyada d’una capacitat més feble per generar un impacte real, ja que l'activisme de sofà pot no assolir el nivell de protesta necessari per provocar un canvi efectiu.
El moviment Black Lives Matter és el moviment que defensa el fi del racisme sistèmic. Des de 2014, el moviment ha estat vinculat a les xarxes socials, especialment a Twitter, amb els hashtags #blacklivesmatter i #BLM. Gran part del suport i de la conscienciació envers aquest moviment ha estat possible gràcies a les xarxes socials. El fet que els participants d'aquest moviment poguessin contribuir a través dels seus telèfons va incrementar la consciència i la participació del públic, especialment als Estats Units. Els estudis mostren que en aquest cas l'activisme a través de les Xarxes Socials ha impactat positivament sobre la participació activa en el moviment.
La naturalesa occidentalitzada de la crítica al slacktivism ignora l’impacte que aquest pot tenir en contextos autoritaris o repressius. La periodista Courtney C. Radsch argumenta que fins i tot aquest nivell baix de participació representava una forma important d’activisme per a la joventut àrab durant la Primavera Àrab, ja que els permetia una forma d’expressió lliure i podia generar cobertura mediàtica generalista amb èxit. Per exemple, quan un hashtag es converteix en un "tema de tendència" (trending topic), això contribueix a generar atenció mediàtica. El poder de les xarxes socials per influir en l’agenda informativa internacional és una de les maneres en què aquestes subverteixen l’autoritat i el poder de l’estat." A més, els estudis suggereixen que "les pors que les activitats a Internet substitueixin l’activitat en el món real no estan fonamentades," ja que aquestes no causen un efecte negatiu ni positiu en la participació política.
La campanya de la Human Rights Campaign (HRC) sobre la igualtat matrimonial ofereix un altre exemple de com l'activisme de sofà pot utilitzar-se per marcar una diferència significativa. La campanya va instar els usuaris de Facebook a canviar les seves fotos de perfil per una imatge vermella amb un signe d'igualtat (=) al centre. Aquest logotip simbolitzava la igualtat, i si els usuaris de Facebook el posaven com a foto de perfil, indicaven el seu suport a la igualtat matrimonial. La campanya va ser reconeguda per incrementar la consciència positiva i fomentar un entorn de suport a la causa de la igualtat matrimonial.L'estudi va concloure que, tot i que l'acte de canviar la foto de perfil és petit, les campanyes a les xarxes socials com aquesta tenen un impacte acumulatiu significatiu al llarg del temps.